# Gentianopsis stricta
Gentianopsis stricta là một loài thực vật có hoa trong họ Long đởm. Loài này được (Klotzsch) Ikonn. mô tả khoa học đầu tiên năm 1970.